# هوارد موريسون (محامي)
هوارد موريسون (بالإنجليزية: Howard Morrison)‏ هو قاضي ومحامي بريطاني، ولد في 20 يوليو 1949.

## وصلات خارجية
- الموقع الرسمي